# Wil Wheaton
Richard William Wheaton III (Burbank, 29 de julho de 1972) é um ator americano. Ele interpretou Wesley Crusher na série de televisão Star Trek: The Next Generation, Gordie Lachance no filme Conta Comigo, Joey Trotta em Toy Soldiers e Bennett Hoenicker em Flubber. Wheaton também apareceu em papéis recorrentes de dublagem como Aqualad em Teen Titans, Garoto Cósmico na Legião dos Super-Heróis e Mike Morningstar/Darkstar na continuidade original da franquia Ben 10. Ele apareceu regularmente como uma versão fictícia de si mesmo na sitcom The Big Bang Theory e nos papéis de Fawkes em The Guild, Colin Mason em Leverage e Dr. Isaac Parrish em Eureka. Wheaton foi o apresentador e co-criador do programa de jogos de tabuleiro do YouTube TableTop. Ele narrou vários audiolivros, incluindo Ready Player One e Ready Player Two.

## Primeiros anos
Wheaton nasceu em 29 de julho de 1972, em Burbank, Califórnia, filho de Debra "Debbie" Nordean (nascida O'Connor), uma atriz, e Richard William Wheaton Jr., um médico especialista. Ele tem um irmão, Jeremy, e uma irmã, Amy, ambos apareceram sem créditos no episódio "When the Bough Breaks" de Star Trek: The Next Generation. Amy apareceu ao lado de Wil no filme de 1987 The Curse.

## Vida pessoal
Wheaton se casou com Anne Prince em 7 de novembro de 1999, e vive em Arcadia, Califórnia, com ela e seus dois filhos de um relacionamento anterior. Ao atingirem a maturidade, os dois filhos pediram a Wheaton que os adotasse legalmente, o que ele fez.
Wheaton foi colega de quarto de Chris Hardwick enquanto ambos eram estudantes da Universidade da Califórnia em Los Angeles. Eles se conheceram em uma exibição de Aracnofobia em Burbank, Califórnia.
Em janeiro de 2021, Wheaton anunciou que estava sóbrio do álcool há cinco anos.
Wheaton vive com transtorno de estresse pós-traumático complexo transtorno de ansiedade generalizada e depressão crônica. Ele apoia organizações sem fins lucrativos de saúde mental na conscientização sobre essas condições.
Em 2022, Wheaton participou do Celebrity Jeopardy!, jogando pelo National Women's Law Center. Ele chegou à final, derrotando Troian Bellisario e Hasan Minhaj nas quartas de final, e John Michael Higgins e Joel Kim Booster nas semifinais.

## Honras
- Prêmios Jovens Artistas: 1989 e 1987
- Melbourne Underground Film Festival: Melhor Ator (2002)
- Prêmios da Academia Internacional de Televisão na Web: Melhor apresentador (pré-gravado) (2014)[17]

Um asteroide recebeu o nome dele: 391257 Wilwheaton.